# Hans Hacke
Hans Hacke, auch Hans Hake, (* vor 1600 in Werben (Elbe); † nach 1620 möglicherweise in Havelberg) war ein deutscher Bildhauer und Zimmermann in der Altmark.

## Leben und Werke
Über sein Leben, insbesondere sein Geburtsdatum und sein Sterbedatum, ist wenig bekannt. Seine Schaffensperiode war in den ersten zwei Jahrzehnten des 17. Jahrhunderts.
Hacke wurde geboren in Werben. Seine künstlerische Ausbildung erhielt er bei dem Bildhauer Hans Klintzsch in Magdeburg, der u. a. den Leichenstein des Bürgermeisters von Stendal Bartholomäus Schönebeck geschaffen hat. Danach war er zunächst in der Werbener Werkstatt des Bildhauers Michael Spiess tätig, der ebenfalls aus Magdeburg stammte. Nach 1604 war er als selbständiger Meister in Havelberg tätig.

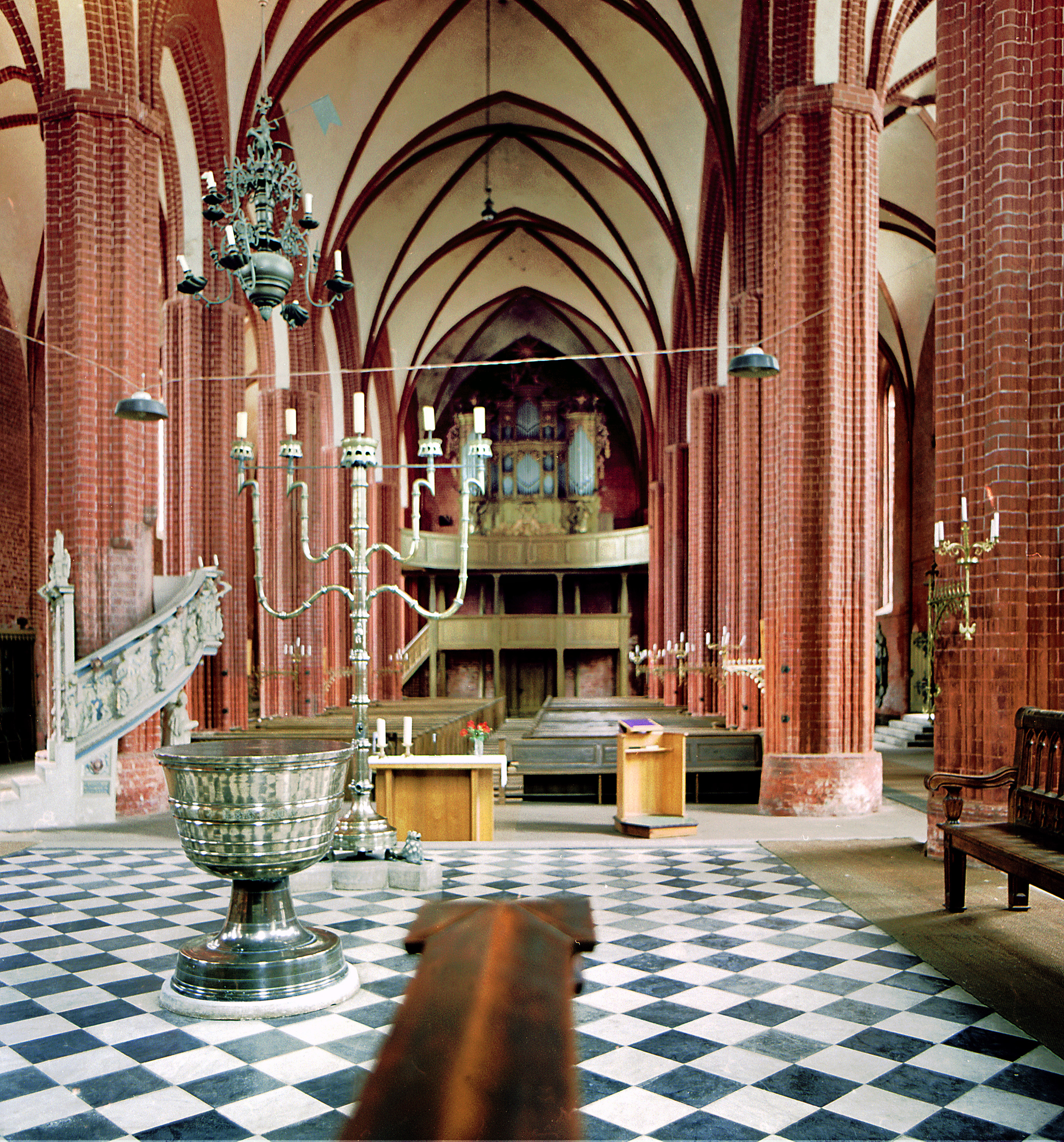
Pfarrkirche St Johannis in Werben

### Kanzel und Schalldeckel in der Johanniskirche in Werben
In der Johanniskirche zu Werben befindet sich eine Kanzel des Hans Spiess aus dem Jahr 1602, die zweifellos ein Vorbild für Hackes im Jahre 1612 gefertigte Kanzel in Stendal ist. Diese aus Sandstein geschaffene Kanzel trägt Johannes der Täufer als lebensgroße Figur. Die Reliefs zeigen Szenen aus dem Leben Christi. Zudem finden sich die Hausmarken der wichtigsten Werbener Familien jener Zeit und Inschriften in römischer Kapitale. Es ist wahrscheinlich, dass Hans Hacke als Angehöriger der Spies’schen Werkstatt dort mit Hand angelegt hat.
1607 schuf Hacke in jedem Fall den hölzernen Schalldeckel für die Werbener Kanzel, der bei der großen Restaurierung 1868 entfernt wurde und von dem ein Fragment im Stendaler Museum bewahrt wird.

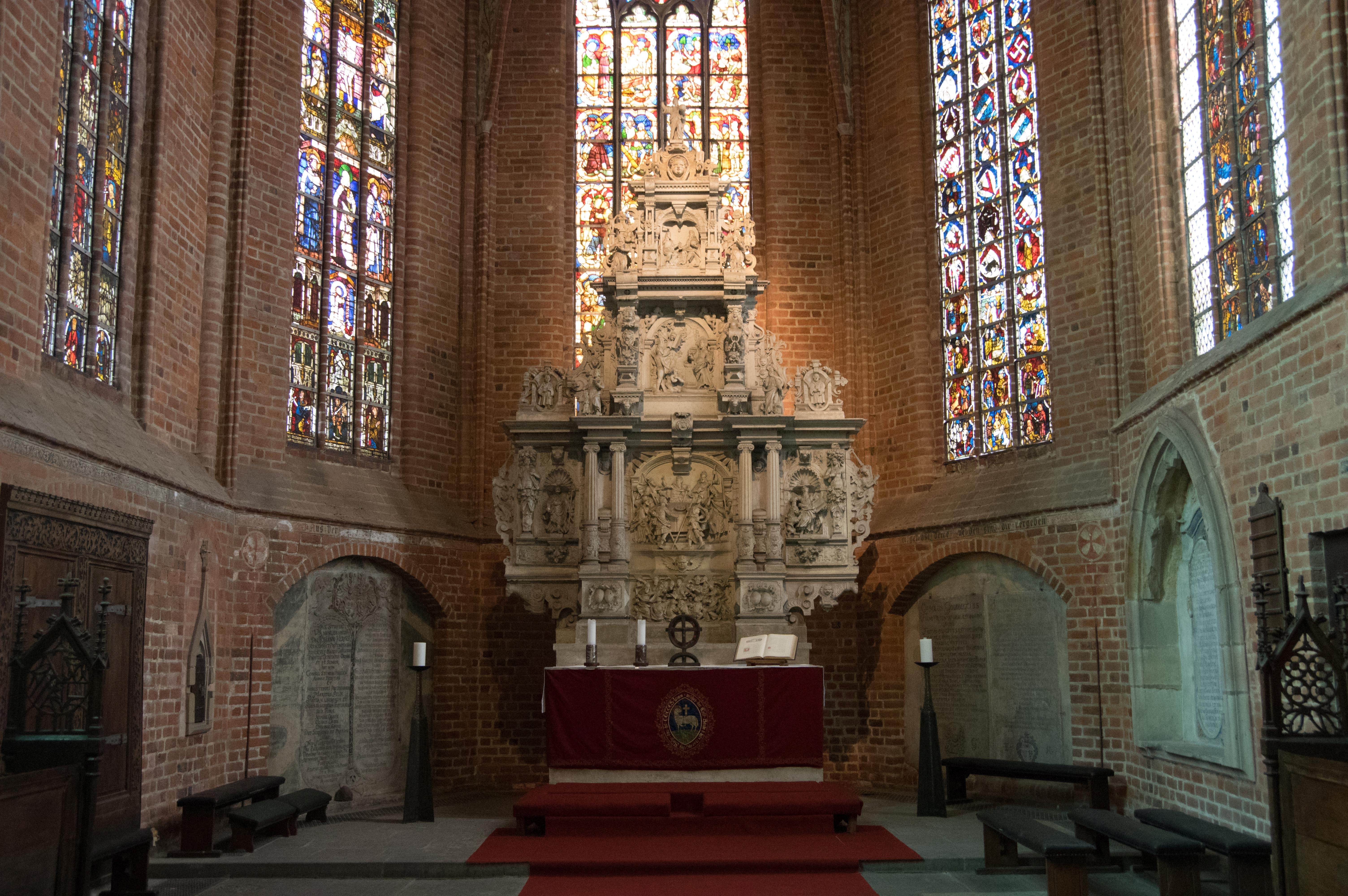
Chor und Altar der Jacobikirche Stendal

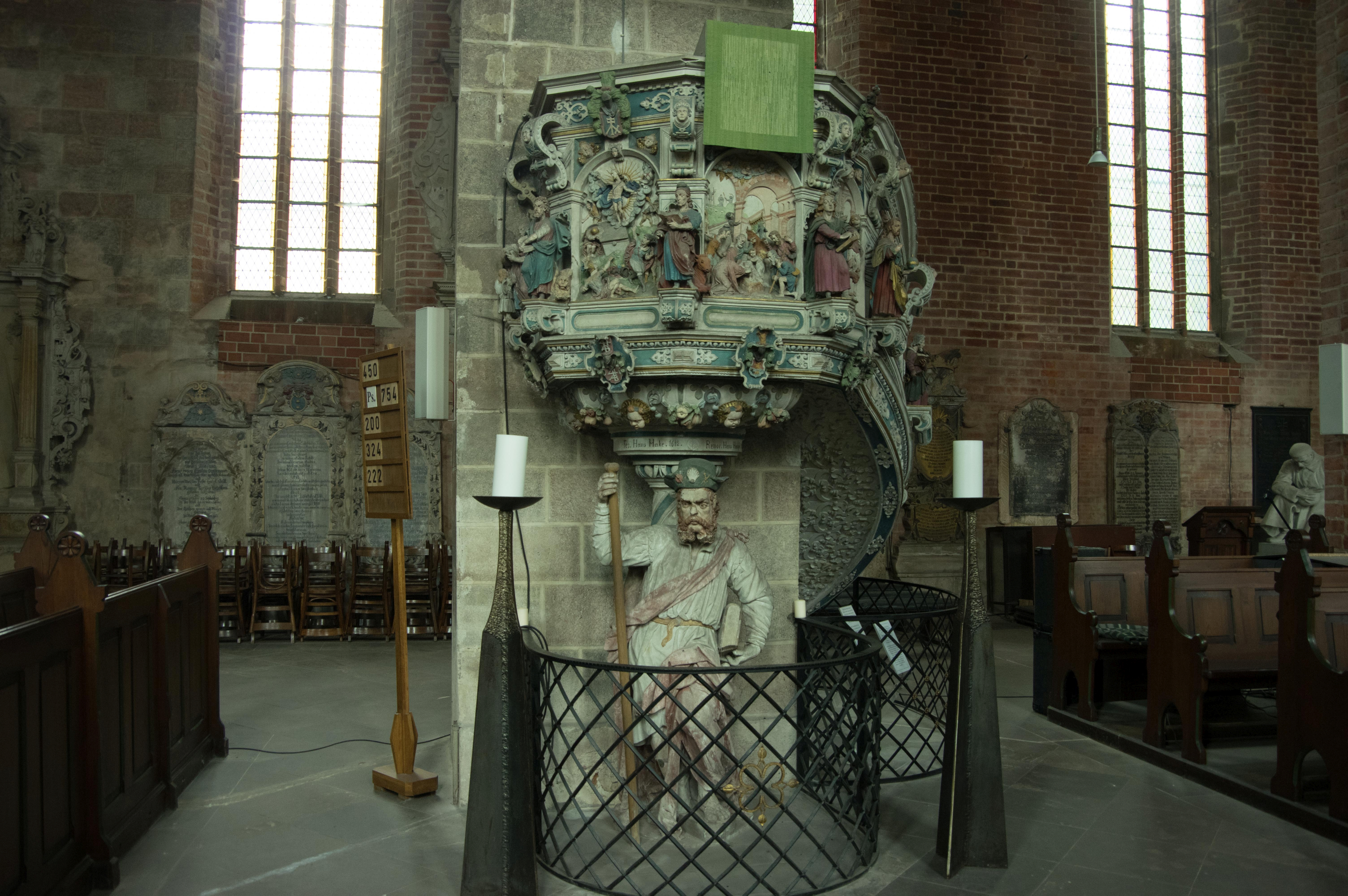
Kanzel der Jacobikirche Stendal

### Retabel und Kanzel in der St. Jacobikirche in Stendal
Am Anfang des 17. Jahrhunderts erfolgte in Stendal eine Umgestaltung der St. Jacobikirche in einen lutherischen Kirchenraum. Veranlasser war Daniel Mahs, der von 1586 bis 1618 Pfarrer war. 1600 wurde zunächst ein neues Hochaltarretabel in Auftrag gegeben, zehn Jahre später eine Kanzel.
Der Entwurf wurde vom fünften lutherischen Pastor an St. Jacobi, Daniel Mahs, mit erarbeitet. Einer seiner Vorgänger, Johannes Walter, als 2. lutherischer Pastor dieser Gemeinde, hatte im Jahre 1577 die Konkordienformel mit unterzeichnet. Dieses wichtige, kirchenbildende Bekenntnis des Luthertums ist hier unter dem Einfluss dieser orthodoxen Persönlichkeit, des kunstfreudigen Pastors Mahs entfaltet worden. Sie schließt trotz zeitlicher Differenz von einem Jahrzehnt Kanzel und den später geschaffenen Altar zu einem Programm zusammen. Als Mitarbeiter von Hans Spiess schuf Hacke dieses Jacobi-Retabel in der St. Jacobikirche in Stendal.
Dieser Altar mit bedeutendem lutherischen Bildprogramm gilt als das Hauptwerk manieristischer Bildhauerkunst in Deutschland. Der Altar verrät eine starke Abhängigkeit von den großen, aus dem Magdeburger Dom bekannten Grabmälern seines Lehrherrn Hans Klintzsch und des Sebastian Ertle. Im Aufbau erinnert er noch an die gotische „Retabel“. Auch die geschwungenen Gestalten in den sie ganz umhüllenden Gewändern sind fast noch gotisch und doch sprechen die Horizontalen und Vertikalen mit ihrem Beiwerk die Sprache der Renaissance. Über seinen künstlerischen Wert hinaus ist gerade dieser Altar für die lutherische Gemeinde wegen seiner Darstellungen von Bedeutung: Eindeutig stehen Passah und Abendmahl im Zentrum: Christus als das Passahlamm des neuen Bundes gibt sich selbst dahin an die kommunizierende Gemeinde. Darüber befindet sich das alte Motiv des 2. Artikels „niedergefahren zur Hölle“ in reformatorischer Sicht von Gesetz und Evangelium. Adam ist gebunden durch das Gesetz, dessen sich der Satan bemächtigt hat. Christus hat den Tod besiegt, das Gesetz erfüllt und führt den verlorenen Menschen heraus. Alles bekrönt die heilige Dreifaltigkeit mit dem Heiland der Welt als Abschluss.
Die genannte Kanzel des Hans Spiess in der Johanniskirche zu Werben aus dem Jahr 1602 ist zweifellos ein Vorbild für Hackes Kanzel in Stendal.
In der Mitte des reichen steinernen Renaissancealtars mit dreigeschossigem Aufbau befindet sich das Relief des Passahmahles, darüber Adam und Eva neben Tod und Christus, oben Dreieinigkeit und auf der Predella das Abendmahl. Auch wenn die Autorschaft Hakes teilweise bezweifelt wurde, ist doch der Zusammenhang mit dem Epitaph des Bürgermeisters Franke in Werben wohl nicht zu leugnen.
Die steinerne bemalte Kanzel von 1612 ist getragen von der Gestalt des Apostels Jakobus; die Brüstung belebt durch kleine Reliefs aus der biblischen Geschichte. Zwischen diesen stehen voll plastisch Evangelisten, Apostel und Christus. Der übrige Schmuck durch Beschlagwerk, Konsolen usw. sind nüchtern. Mit der schmuckfreudigen und detailreichen Kanzel bewies Hacke seine besondere Begabung für die Steinbildhauerei und nicht nur für gutes Handwerk. Er schuf tief verstandene Szenen des Alten und Neuen Testaments. In der Trägerfigur der Apostels Jakobus formte er eine Gestalt von praller Lebensnähe und seelischer Tiefe. Die Kanzel ist wohl der Höhepunkt seines Schaffens. Wie ein kostbares Renaissancemöbel mit Zierrat und Ornamenten beschlagen, mit realistischen Fruchtbüscheln und ausgeprägten Masken geschmückt, schwingt sie sich um den nördlichen Pfeiler der alten Kirche. Gegenüber den älteren Altarreliefs ist hier die ganze Landschaft perspektivisch einbezogen und die Darstellung wird so zur anschaulichen Handlung. Den Schutzpatron der Kirche, St. Jacobus d. Ä., mit seinem markanten Gesicht und als Pilger gekleidet, hat der Künstler vor die den Kanzelkorb tragende Säule gestellt.
Bei den bildlichen Darstellungen in diesen Werken liegt ein gemeinsames theologisches Programm zu Grunde, das als Verbildlichung der lutherischen Haltung in Glaubensfragen interpretiert werden kann. Für die Kanzel hat sich ein „Denkzettel“ erhalten, in dem das Bildprogramm festgelegt war, von dem allerdings bei der Realisierung abgewichen wurde. An der traditionellen Ikonographie im Retabel ebenso wie als Kanzelträger wurde festgehalten. Der Apostel Jakobus tritt immer noch in Gestalt des Pilgers nach Santiago de Compostela auf, obwohl durch die Reformatoren erhebliche Kritik am Pilgerwesen geäußert wurde. Über den „Denkzettel“ ist auch der Autor beider Werke bekannt. Wir erfahren daraus nicht nur, dass der Auftragnehmer der Bildhauer Hans Hacke aus Werben die Stendaler Kanzel ausführen sollte, sondern auch dass eben jener zuvor das Hochaltarretabel geschaffen hatte. Deshalb sind Zweifel an der Urheberschaft von Hacke wohl nicht begründet.

### Epitaph des Bürgermeisters Franke in Werben
Im Jahre 1608, acht Jahre vor seinem Tod, ließ sich Joachim Francke, Bürgermeister von Werben an der Elbe, von Hans Hacke ein Erinnerungsmal in der Johanniskirche in Werben setzen. Hacke schuf ein zweigeschossiges Säulenepitaph, umschlungen mit Roll- und Beschlagwerk. Die Reliefs- und Freifiguren fertigte er aus Alabaster. Es handelt sich um einen zweigeschossigen Aufbau zwischen ionischen Säulen im Mittelfeld. Hacke schuf ein Relief mit figurenreicher Kreuzigung, zu Seiten sitzende Apostel in Muschelnischen, darüber ein Relief des Auferstandenen, darüber Symbole für Glaube, Liebe und Hoffnung, an den Rändern sparsames Beschlagwerk und Fruchtbündel. Ganz unten befindet sich die Signatur „H. H.“ Obwohl Schäden vorhanden sind, die restauriert werden sollen, sprechen aus dem Epitaph das Selbstbewusstsein seines protestantischen Stifters und die Könnerschaft des heimischen Bildhauers Hans Hacke. Dieses Werk wird von Paul Kutter als die wohl beste Arbeit Hackes bezeichnet.

### Grabplatte der Blandina Goldbeck geb. Luidtke in Werben

Grabmal der Blandina Goldbeck, gefertigt von Hans Hacke aus Werben, ca. 1608

Blandina Goldbeck war die Tochter des ersten protestantischen Dechanten am Dom zu Havelberg Matthäus Ludecus (1517–1608) und Anna Daniels, der Tochter eines Kaufmanns in Perleberg. Blandina heiratete am 12. Mai 1595 Christoph Goldbeck (1568–1621). Er war Ratsherr in Werben und Erbsaß (Erbherr) auf Räbel und Berge (Ortsteile von Werben). Der Ehe entstammten neun Kinder, die in der Zeit von 1596 bis 1607 geboren wurden.
Blandina Goldbeck starb am 3. März 1608 im Alter von 34 Jahren. Ihr Ehemann ließ einen Grabstein anfertigen, der sich in der Johanniskirche in Werben an der Westwand der Ottilienkapelle befindet. Der Stein wurde wahrscheinlich von Hans Hacke geschaffen. Der Grabstein aus Sandstein hat eine Größe von 1,90 m × 1,10 m. Er gehört zu den bedeutendsten Grabsteinen in der Altmark und ist von höchster künstlerischer Qualität. Das Brokatgewand und der reichhaltige Schmuck sind meisterhaft ausgearbeitet.
Die Umschrift lautet:
ANNO 1608 DEN 3. MARTY ABENS VMB10 VHR IST DIE EHR UND VIELTVGENTREICHE MATRON BLANDINA LUIDTKENS DES EHRENWERTEN VND WOHLWEISEN HERRN CHRISTOF GOLTBEKEN...T. W . VND IN RÄBEL . V. BERGE ERBSESSSEN EHELICHE HAUSFRAW SELIG ENTSCHLAFEN.
In der Figurennische befinden sich Inschriften und Kapitale. Am Fußende sind die Wappen der Familien Luidken und Goldbek angebracht. Unter der Konsole ist das Meisterzeichen H.H. eingemeißelt.
In dem Handbuch von Dehio wird der Grabstein als „qualitätsvoll“ bezeichnet. Hans-Georg von Goldbeck weist auf die große Feinheit in der Ausführung hin, die sich von vielen ähnlichen Darstellungen abhebt. Es wird eine junge, reich gekleidete und geschmückte Frau gezeigt, deren hübsches jugendliches Gesicht noch heute beeindruckt.

### Epitaph für Pfarrer Mahs in der Jacobikirche in Stendal
Von 1613 ist das Epitaph für Pfarrer Mahs, verstorben 1618 in der Stendaler Jakobikirche mit Reliefs des Gekreuzigten und der Taufe Christi, darunter der Pfarrer mit Familie kniend.
In der Kirche befindet sich auch das Epitaph des Ehepaares Lüderitz mit einer Darstellung des betenden Ehepaares unter der Auferstehung Christi und Pauli Bekehrung.

### Statue Caritas im Museum in Stendal
Im Altmärkischen Museum in Stendal befindet sich eine etwa 60 cm hohe Statue einer weiblichen Person, die Caritas als Sinnbild für Nächstenliebe und Wohltätigkeit darstellt, und zwar als fürsorgliche Mutter. Sie hält das Kind im linken Arm. Das Kind streckt die Arme zum Umhalsen aus. Die rechte Hand der Mutter ruht auf dem linken Knie des Kindes. Der vom Gewand zusätzlich betonte S-Schwung der Figur vermittelt ihre Leichtigkeit, mit der Hans Hacke seine Meisterschaft beweist.

### Rathaus zu Nordhausen
Hackes Anteil an dem schlichten Rathausbau zu Nordhausen am Harz, wo sich am Gebäck die Inschrift „Hans Hake 1609“ befindet, beschränkte sich wohl nur auf die Bildhauerarbeit an einem Portal und mehreren Säulen. Dieses Rathaus ist aber im Zweiten Weltkrieg abgebrannt.

## Künstlerische Bewertung
Nach Paul Kutter war Hacke ein tüchtiger Handwerker ohne eigene Originalität im Figürlichen, trocken barock mit hastigen Bewegungen, flüchtigem Faltenwurf und zu großen Köpfen. Besser geraten seien ihm die kleineren Reliefs bei seinen Epitaphien. Form und Ausschmückung an diesen seien stark von den durch Stiche verbreiten Vorlagen für Epitaphien und Grabmäler des Hans Vredeman de Vries beeinflusst. In dem modernen Schrifttum wird aber, seine Meisterschaft gerühmt.